# 卡斯特 (菲尼斯泰尔省)
卡斯特（法語：Cast，法語發音：[kast]）是法国菲尼斯泰尔省的一个市镇，位于该省中部，属于沙托兰区和普莱邦-沙托兰-波尔宰市镇公共社区。

## 地理
卡斯特（48°9'26"N, 4°8'20"W）面积37.66 平方千米，位于法国布列塔尼大區菲尼斯泰尔省，该省份为法国最西部的省份，位于布列塔尼半岛西部，北西南三面环大西洋，东临阿摩尔滨海省和莫尔比昂省。
与卡斯特接壤的市镇（或旧市镇、城区）包括：布列克、沙托兰、朗德雷瓦尔泽克、洛泰、普洛埃旺、普洛莫迪耶恩、普洛内韦波尔宰、凯梅内旺、圣库利。
卡斯特的时区为UTC+01:00、UTC+02:00（夏令时）。

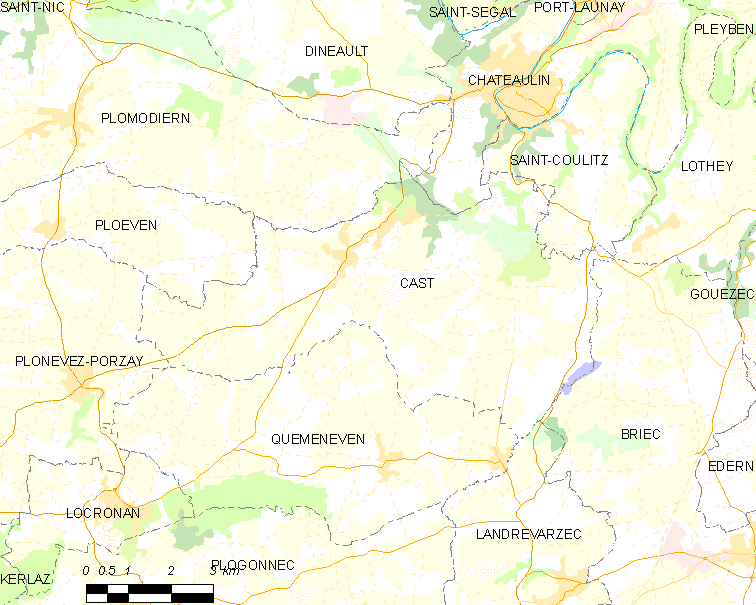
卡斯特的OSM定位图

## 行政
卡斯特的邮政编码为29150，INSEE市镇编码为29025。

## 政治
卡斯特所属的省级选区为克罗宗县。

## 人口

1962-2008年间卡斯特人口变化图示

卡斯特于2022年1月1日时的人口数量为1557人。

## 交通
菲尼斯泰尔省省道D7线和D107线在境内交汇，另有D770线从东侧过境。